# Estación de Bibliothèque François Mitterrand (Metro de París)
Bibliothèque François Mitterrand es una estación de la línea 14 del metro de París en el XII Distrito de la ciudad. Ofrece una conexión con la línea C de la red de cercanías
En 2008, fue utilizada por más de 15 millones de pasajeros.

## Historia
Fue inaugurada el 15 de octubre de 1998. 
Debe su nombre a una de las sedes de la Biblioteca Nacional de Francia que fue construida por François Mitterrand, antiguo Presidente de la República de Francia en el barrio de Tolbiac. 

## Descripción
La estación, compartida parcialmente con la que conecta con el RER, ofrece un diseño diferente en comparación con las demás de la línea 14. En el vestíbulo de correspondencia se encuentran grabados en las paredes que flanquean las escaleras en semicírculo letras de diferentes escrituras. El volumen excepcional de esta estancia se debe a que ha sido construida y no excavada. Además, complementan la decoración 180 medallones diseminados por toda la estación con frases que reflejan la universalidad de las culturas.
La estación de metro propiamente dicha, se compone de dos andenes laterales de 120 metros de longitud y de dos vías.
Ofrece el diseño propio de las modernas estaciones de la línea 14 con amplios andenes, suelo de baldosas, gran luminosidad y puertas de andén. Además, como todas las estaciones de la línea 14 está adaptada para las personas con discapacidad.

## Accesos
La estación tiene cuatro accesos que dan a la sala de correspondencia Metro-RER mediante escaleras mecánicas y ascensores desde la C/Chevaleret, la Avenida de Francia, la C/Goscinny y la C/Neuve Tolbiac.
1. Rue du Chevaleret
2. Avenue de France
3. Rue Goscinny
4. Pont de Tolbiac